# Juan Manuel Zamora
Juan Manuel Zamora Etxabe (San Sebastián, 27 novembre 1942 – Salou, 13 agosto 2015) è stato un calciatore spagnolo.

## Carriera
Cresciuto nella cantera dell'Athletic Bilbao, viene mandato in prestito prima al Barakaldo, poi all'Indautxu ed infine al Melilla.
Nella stagione 1965-1966 fa quindi ritorno all'Athletic, con cui debutta in Primera División spagnola il 26 settembre 1965 nella partita Cordoba-Athletic 1-0. Milita quindi per sei stagioni con i rojiblancos con cui disputa 4 incontri, chiuso dalla concorrenza di Iribar, autentica bandiera della società.
Nel 1971 si trasferisce all'Hercules con disputa tre campionati, seguiti dall'esperienza al Gimnàstic Tarragona.
Conclude la carriera nel 1979 con la società catalana del Terrassa.

## Palmarès

### Club

#### Competizioni nazionali
- Coppa di Spagna: 1

Athletic Club: 1969

#### Competizioni internazionali
- Pequeña Copa del Mundo: 1

Athletic Club: 1967